# Watch on the Rhine
Watch on the Rhine (en español, Alarma en el Rin o Centinela en el río) es una película dramática estadounidense de 1943 dirigida por Herman Shumlin. El guion fue escrito por Dashiell Hammett basándose en la obra de teatro homónima (1941) de Lillian Hellman.

## Argumento
En 1940, el ingeniero de origen alemán Kurt Muller, su esposa americana Sara, y sus hijos Josué, Babette, y Bodo cruzan la frontera de México hacia los Estados Unidos para visitar al hermano de Sara, David Farrelly y a su madre Fanny en Washington D. C. Durante los últimos diecisiete años, la familia Muller ha vivido en Europa, donde Kurt respondió al ascenso del nazismo participando en actividades antifascistas. Sara le dice a su familia que están buscando refugio en suelo americano, pero su misión se ve amenazada por la presencia del huésped Teck de Brancovis, un Conde rumano que ha estado conspirando con los alemanes en la capital del país.
Teck busca en la habitación de los Müller y descubre en una maleta cerrada una pistola y el dinero destinado a financiar operaciones secretas en Alemania. Poco después, los Muller descubren que su amigo Max Freidech, miembro de la resistencia, ha sido detenido, y debido a que una vez rescató a Kurt de la Gestapo, Kurt planea regresar a Alemania para ayudar tanto a Max como a las personas detenidas con él. Consciente de que Kurt estará en gran peligro si los nazis descubren que está regresando a Alemania, Teck les exige 10 000 dólares por guardar silencio, pero Kurt lo mata. Al darse cuenta de los peligros a los que Kurt se enfrenta, Fanny y David están de acuerdo en ayudarle a escapar.
El tiempo pasa, y cuando los Muller dejan de tener noticias de Kurt, Joshua anuncia que planea buscar a su padre tan pronto como cumpla los dieciocho. Aunque angustiada por la posibilidad de perder a su hijo y su marido, Sara decide ser valiente en la hora de la partida de Joshua.

## Producción
La obra de Lillian Hellman había sido representada durante 378 actuaciones en Broadway, y Jack L. Warner pagó 150.000 dólares por los derechos de la obra porque sentía que se centraba en el patriotismo y que haría una prestigiosa película propagandística en plena Segunda Guerra Mundial. Ya que Bette Davis estaba filmando La extraña pasajera (Now, Voyager, 1942), el productor Hal B. Wallis empezó a buscar otra actriz para el papel de Sara Muller mientras Dashiell Hammett comenzó a escribir en guion en su granja de Pleasantville, Nueva York. A Irene Dunne le gustó el material pero creyó que el papel era muy pequeño, y Margaret Sullavan no mostró ningún interés. Edna Best, Rosemary DeCamp y Helen Hayes también fueron consideradas. Para el papel de Kurt Muller, Wallis quería a Charles Boyer, quien lo rechazó por creer que su acento francés no era acorde al personaje, así que el productor eligió a Paul Lukas, quien había interpretado el papel en Broadway y había sido premiado por la Drama League of New York por su interpretación. Mientras tanto, Hammett tuvo que dejar el guion durante un tiempo por una lesión en la espalda, y cuando estaba listo para reanudar su trabajo, La extraña pasajera estaba a punto de terminar su rodaje. Wallis envió a Davis, firme partidaria del presidente Franklin D. Roosevelt y feroz oponente del Partido Nazi, el guion y de inmediato aceptó la oferta.
Con Davis como Sara en el reparto, Wallis alentó a Hammett para embellecer lo que esencialmente fue un papel secundario y hacerlo digno de la condición de estrella de la protagonista, y para abrir la historia mediante la adición de escenas fuera del salón de los Farrelly, que había sido el único decorado sobre el escenario. A la PCA, entidad a cargo de supervisar las películas, le preocupaba que Kurt Muller escapara de la justicia por el asesinato de Teck de Brancovis, y la Oficina Hays sugirió que se estableciera que Kurt fuera asesinado por los nazis al final de la película para mostrar que pagó por su crimen. Pero Lillian se opuso y el estudio se mostró de acuerdo en justificar que Kurt había disparado a Teck, y la escena fue finalmente mantenida en la película.
El rodaje comenzó el 15 de junio de 1942, solo una semana después de que finalizara la producción de La extraña pasajera, y prácticamente sin descanso para Davis. Como resultado, desde el principio Davis se enfrentó con Herman Shumlin, quien había dirigido la obra de teatro pero no tenía experiencia en dirección de películas. Su sobreactuación hizo que Wallis le enviara a Shumlin numerosas notas instando al director para que bajara el tono de su actuación. Shumlin amenazó con renunciar porque no estaba contento con el director de fotografía Merritt B. Gerstad, quien finalmente fue reemplazado por Hal Mohr con el fin para apaciguar el director. Mientras tanto, Davis también se enfrentó con Lucile Watson, quien estaba repitiendo el papel de la madre que había interpretado en el escenario, porque era una republicana cuyas opiniones políticas contrastaban fuertemente con las de la demócrata Davis.
Varias escenas de exteriores rodadas en Washington tuvieron que ser cortadas de la película antes de su lanzamiento debido a las restricciones en tiempo de guerra sobre la filmación de los edificios del gobierno.
Davis y Lukas repitieron sus papeles en una adaptación que se transmitió por radio el 10 de enero de 1944.

## Reparto
- Bette Davis..... Sara Muller
- Paul Lukas..... Kurt Muller
- Geraldine Fitzgerald..... Marthe de Brancovis
- Lucile Watson..... Fanny Farrelly
- Beulah Bondi..... Anise
- George Coulouris..... Teck de Brancovis
- Donald Woods..... David Farrelly
- Donald Buka..... Joshua Muller

## Recepción de la crítica
Bosley Crowther del The New York Times la calificó como «una película distinguida - una película llena de sentido, poder y belleza», y agregó: «Su sentido reside en su firmeza frente a una de las ironías más trágicas de la civilización,  su poder se deriva de la seguridad con que cuenta una historia mordaz y su belleza radica en su divulgación del valor y la dignidad humanas. Sin duda una de las mejores películas para adultos de estos tiempos». Y continuaba: «El papel de Miss Hellman tiende a ser algo estático en sus primeros minutos en pantalla. Con gran parte de la acción limitada a una habitación de la casa, el desarrollo depende en gran medida del diálogo -lo que es peligroso en las películas. Pero la prosa de Miss Hellman es tan lúcido, su personaje está concebido con tanta seguridad y el Sr. Shumlin lo ha dirigido con tal nivel de tensión en este su primer trabajo para la pantalla, que el movimiento no es esencial. Los personajes se impulsan solos». En conclusión, dijo: «El final que se le ha dado a la película avanza la historia unos meses y muestra a la esposa preparándose para dejar que su hijo mayor siga a su padre de vuelta a Europa. Esto es dramáticamente superfluo, pero el espíritu es bueno en estos tiempos. Y agrega el heroísmo a una buena, sincera y franca película».
Variety la calificó como «una película distinguida... incluso mejor que su poderosa versión teatral original. Expresa el mismo tema principal, pero con más amplitud y en términos más afectivos de emoción personal. La película conserva el tema vital de la obra original. En realidad, lleva la tema más allá, más profundo, y lo hace con convicción apasionada y habilidad enorme... Así como fue en la obra, Paul Lukas es la estrella más destacada de la película. Todo lo que su papel pudiera haber perdido en el traspaso de los textos clave para Bette Davis, es compensado por la valor proyectivo de la cámara en los primeros planos. Su retrato del heroico alemán tiene la misma energía tranquila y la lenta fuerza de recolección que había en el escenario, pero ahora parece incluso mejor definido y cuidadosamente detallado, y tiene mucha más vitalidad. En el papel secundario de la esposa, Davis da una interpretación de la genuina distinción».
El National Board of Review of Motion Pictures observó: «Paul Lukas tiene aquí la oportunidad de ser sin duda el excelente actor que siempre ha dado muestras de ser. Bette Davis se somete a un papel secundario, casi con un aire de gratitud al poder al fin interpretar un papel decente y admirable. No es una interpretación muy colorida, pero la tranquila lealtad y el heroísmo contenido no proporcionan muchos medios para el espectáculo histriónico, y la señorita Davis es lo suficientemente artista como para no tener que demostrar que ella es una estrella».

## Premios y candidaturas
La película ganó el premio del Círculo de Críticos de Nueva York a la mejor película.
Paul Lukas ganó el Óscar al mejor actor, el Globo de Oro al mejor actor dramático (en su primera edición) y el premio del Círculo de Críticos de Nueva York al mejor actor.
Lucile Watson fue nominada al Óscar a la mejor actriz de reparto pero perdió con Katina Paxinou por Por quién doblan las campanas, y Dashiel Hammett fue candidato a Óscar al mejor guion adaptado pero perdió con Philip G. Epstein, Julius J. Epstein y Howard Koch por Casablanca.

## Nots y referencias
1. ↑  Se trata del río llamado en español Rin.
2. ↑  Watch on the Rhine en Internet Broadway Database
3. 1 2  Watch on the Rhine en Turner Classic Movies
4. 1 2 3 4  Stine, Whitney y Davis, Bette, Mother Goddam: The Story of the Career of Bette Davis. New York: Hawthorn Books 1974. ISBN 0-8015-5184-6, pp. 170-172
5. 1 2 3 4 5 6  Higham, Charles, The Life of Bette Davis. New York: Macmillan Publishing Company 1981. ISBN 0-02-551500-4, pp. 164-166
6. ↑  Crítica del The New York Times